# Санс, Маргарита
Маргарита Санс (исп. Margarita Sanz, род. 20 февраля 1954, Гвадалахара, Мексика) — мексиканская актриса и театральный режиссёр, лауреат трёх премий «Ариэль».

## Биография
Маргарита Санс в детстве принадлежала к детскому хору и участвовала в нескольких театральных постановках в Гвадалахаре. В 1971 году она переехала в Мехико, где изучала актерское мастерство в Школе театрального искусства Национального института изящных искусств (I.N.B.A.) и Университетском театральном центре (C.U.T.).
Впоследствии в театре она сыграла в таких пьесах, как «Трёхгрошовая опера», «Мистерия буфо» и «Как добиться успеха у женщин».
Первой мыльной оперой, в которой она снялась, была «Санта» в 1978 году, где она выступала вместе с Тина Ромеро, Мануэль Охеда и Серхио Хименес.
В 1981 году она приняла участие в телесериале «Целая жизнь» вместе с Офелией Мединой.
В 1983 году актриса появилась в телесериале «Когда сыновья уходят», созданном Сильвией Пиналь. В этом проекте она работала вместе с перуанской актрисой Саби Камалич, а также с Раулем Рамиресом и Роберто Бальестеросом.
В 1984 году она снялась в американском фильме «Дюна».
В 1987 году Карла Эстрада, продюсер, предложила ей главную роль в популярном сериале «Quinceañera». В этом проекте она сыграла очаровательных и благородных «Эдувиджес», а также работала на одной площадке с такими актёрами, как Адела Норьега, Талия Ариадна и Эрнесто Лагуардия.
После того как была завершена работа над мыльной оперой «Quinceañera», продюсерская компания предложила ей сыграть в другом популярном сериале — «Любовь в тишине». В этом проекте она воплотила образ незабываемой психопатки «Мерседес Сильвы», которая стала первой злодейкой, убившей главных героев в день их свадьбы. Эта сцена вошла в историю мыльных опер. За свою работу в этом сериале актриса получила свою первую и единственную телевизионную премию в номинации «Лучшая актриса-антагонист» в 1989 году. В этой постановке она также сыграла вместе с известными актёрами, такими как Эрика Буэнфиль, Артуро Пениче, Омар Фиерро и Хоакин Кордеро. Сериал имел высокие рейтинги в те годы.
В 1990 году она приняла участие в съёмках телесериала «Ничья любовь», где её партнёрами были Лусия Мендес и Сауль Лисасо.
В её фильмографии есть несколько работ, среди которых «Аллея чудес» (1995), принёсшая ей первую награду «Ариэль» за лучшую женскую роль, и «Фрида» (2002).
Вместе с актрисой Марта Наварро она разделяет привилегию иметь гандо эль Премия Ариэля во всех трех категориях, в которых актриса могла быть номинирована: Лучшая женская роль, Лучшая женская роль второго плана и Лучшая женская роль в картине.

## Творчество

### Театр
- Пойдем на войну (1977) режиссёр — Эктор Мендоса
- Культура вызывает у меня смех (1979) режиссёр — Жерар Юйе
- Изгнание (1982) режиссёр — Хосе Кабальеро
- Преступления сердца (1984) режиссёр — Эктор Мендоса
- Четырехтактная любовь (1985) режиссёр — Эдуардо Лопес Рохас
- Очень открытая пара (1987) режиссёр — Бенджамин Канн
- Маркиза де Сад (1988) режиссёр — Хосе Кабальеро
- Освобожденный брак (1991) режиссёр — Фелипе Сантандер[3]
- Ласточки (2023) режиссёр — Маргарита Санс

### Фильмография

#### Полнометражные фильмы
- Леона (2018) — бабушка
- Темные весны (2014) — Мария
- Чернее ночи (2014) — Евангелина
- Каракули (2008)
- Жди меня в другом мире (2007) — Глория
- Фрида (2002) — Наталья Троцкая
- Голубая комната (2002) — Дора
- Аллея чудес (1995) — Сюзанита
- Вулкан ледяной лавы (1994)
- Химера (1994)
- Семейная жизнь (1993) — Маргара
- Архангел Михаил (1991)
- Империя фортуны (1986) — Карита де Канарио
- Чудеса (1986) — Кэрол
- Фрида, живая природа (1984) — подруга
- Дюна (1984) — служанка леди Джессики

#### Короткометражные фильмы
- Три вариации Офелии (2015) — Офелия
- Материнская любовь (2006) — Изабель
- Небесный шарф (2005) — Люсия Ренар
- Перриферико (1999) — нищенка
- Прелюдия (1999)
- Пассажирка (1997) — женщина в автобусе

### Телевидение
- Хуана Инес (2016) — Сестра Мария
- Монтекристо (2006—2007) — Летиция Монсеррат де Ломбардо
- Лас Хуанас (2004—2006) — Донья Гальярдо де Матаморос
- Улица невест (2000) — Эрнестина де Санчес
- Ничья любовь (1990—1991) — Мэгги Сантьестебан
- Любовь в тишине (1988) — Мерседес Сильва
- Quinceañera (1987—1988) — Эдвигес Саркосер
- Когда сыновья уходят (1983) — Ребекка
- Целая жизнь (1981) — Соледад
- Санта (1978)
- Корзина мексиканских рассказов (1972)

## Награды и номинации

### Премия Ариэль
| Год  | Категория                                   | Фильм                | Результат |
| ---- | ------------------------------------------- | -------------------- | --------- |
| 2015 | Лучшая женская роль второго плана           | Темные весны         | Номинация |
| 2003 | Лучшая женская роль в полнометражном фильме | Голубая комната      | Победа    |
| 1995 | Лучшая женская роль                         | Аллея чудес          | Победа    |
| 1985 | Лучшая женская роль второго плана           | Фрида, живая природа | Победа    |

### Кинофестиваль в Парагвае
| Год  | Категория           | Фильм       | Результат |
| ---- | ------------------- | ----------- | --------- |
| 1996 | Лучшая женская роль | Аллея чудес | Победа    |

### Кинофестиваль Грамаду
| Год  | Категория                         | Фильм       | Результат |
| ---- | --------------------------------- | ----------- | --------- |
| 1996 | Лучшая женская роль второго плана | Аллея чудес | Победа    |

### Богини серебра
| Год  | Категория           | Фильм                  | Результат |
| ---- | ------------------- | ---------------------- | --------- |
| 2008 | Лучшая женская роль | Жди меня в другом мире | Номинация |

### Награды TVyNovelas (Мексика)
| Год  | Категория       | Фильм           | Результат |
| ---- | --------------- | --------------- | --------- |
| 1989 | Лучшая злодейка | Любовь в тишине | Победа    |

### Награды ACPT (театр)
| Год  | Категория           | Фильм    | Результат |
| ---- | ------------------- | -------- | --------- |
| 2008 | Лучшая женская роль | Ласточки | Победа    |